# クラマース・クローニッヒの関係式
クラマース・クローニッヒの関係式（—かんけいしき、英: Kramers–Kronig relation）とは、線形応答における周波数応答関数の実部と虚部がヒルベルト変換で関係づけられていることを示した式である。
1926年にラルフ・クローニッヒ、1927年にヘンリク・アンソニー・クラマースによって電磁波の分散現象に対して導かれた。

## クラマース・クローニッヒの関係式
周波数応答関数H(ω)=HR(ω)+i HI(ω)に対して(ただし、HR はHの実部、HI はHの虚部である。)
{\displaystyle {\begin{aligned}H_{\text{R}}(\omega )&={\frac {1}{\pi }}{\mathcal {P}}\int _{-\infty }^{\infty }{\frac {H_{\text{I}}(\omega ')}{\omega '-\omega }}\,d\omega '\\H_{\text{I}}(\omega )&=-{\frac {1}{\pi }}{\mathcal {P}}\int _{-\infty }^{\infty }{\frac {H_{\text{R}}(\omega ')}{\omega '-\omega }}\,d\omega '\end{aligned}}}
がクラマース・クローニッヒの関係式である。（{\displaystyle {\mathcal {P}}}はコーシーの主値をとることを表す。)
後述するインパルス応答h(t) が恒に実数であるという条件を付けると、周波数応答関数の実部は偶関数、虚部は奇関数になる。
これを用いて積分範囲を正の部分にするようにクラマース・クローニッヒの関係式を変形すると
{\displaystyle {\begin{aligned}H_{\text{R}}(\omega )&={\frac {2}{\pi }}{\mathcal {P}}\int _{0}^{\infty }{\frac {\omega 'H_{\text{I}}(\omega ')}{{\omega '}^{2}-\omega ^{2}}}\,d\omega '\\H_{\text{I}}(\omega )&=-{\frac {2}{\pi }}{\mathcal {P}}\int _{0}^{\infty }{\frac {\omega H_{\text{R}}(\omega ')}{{\omega '}^{2}-\omega ^{2}}}\,d\omega '\end{aligned}}}
となる。

## 因果律からの導出
クラマース・クローニッヒの関係式は、刺激よりも前に応答は起こりえないという因果律から導かれる。
線形応答においてはt=0におけるインパルスδ(t)に対する応答h(t)が決まれば、任意の刺激に対する応答が決定される。h(t)を偶関数he(t)と奇関数ho(t)の和の形
{\displaystyle h(t)={\frac {h(t)+h(-t)}{2}}+{\frac {h(t)-h(-t)}{2}}\equiv h_{\mathrm {e} }(t)+h_{\mathrm {o} }(t)}
に分解すると、因果律よりt<0でh(t)=0なのでho(t)=he(t)·sgn(t)、he(t)=ho(t)·sgn(t)となる。
インパルス応答をフーリエ変換して周波数応答関数を求めると、
{\displaystyle {\begin{aligned}H(\omega )&=\int _{-\infty }^{\infty }dt\,h_{\mathrm {e} }(t)e^{i\omega t}+\int _{-\infty }^{\infty }dt\,h_{\mathrm {o} }(t)e^{i\omega t}\\&=\int _{-\infty }^{\infty }dt\,h_{\mathrm {e} }(t)\cos(\omega t)+i\int _{-\infty }^{\infty }dt\,h_{\mathrm {o} }(t)\sin(\omega t)\end{aligned}}}
となり、偶関数部he(t)のフーリエ変換は周波数応答関数の実部、奇関数部ho(t)のフーリエ変換は周波数応答関数の虚部にあたることが分かる。
それぞれに対して積関数のフーリエ変換が畳み込みになることを使えば、クラマース・クローニッヒの関係式が導かれる。ここで、{\displaystyle {\widehat {\operatorname {sgn} }}(\omega )}は符号関数のフーリエ変換を表す。
{\displaystyle {\begin{aligned}H_{\mathrm {R} }(\omega )&=\int _{-\infty }^{\infty }dt\,h_{\mathrm {e} }(t)e^{i\omega t}=\int _{-\infty }^{\infty }dt\,h_{\mathrm {o} }(t)\operatorname {sgn}(t)e^{i\omega t}\\&={\frac {1}{2\pi }}\int _{-\infty }^{\infty }d\omega '\,iH_{\mathrm {I} }(\omega '){\widehat {\operatorname {sgn} }}(\omega -\omega ')\\&={\frac {1}{\pi }}{\mathcal {P}}\int _{-\infty }^{\infty }d\omega '\,{\frac {H_{\mathrm {I} }(\omega ')}{\omega '-\omega }}\\iH_{\mathrm {I} }(\omega )&=\int _{-\infty }^{\infty }dt\,h_{\mathrm {e} }(t)\operatorname {sgn}(t)e^{i\omega t}\\&={\frac {1}{2\pi }}\int _{-\infty }^{\infty }d\omega '\,H_{\mathrm {R} }(\omega '){\widehat {\operatorname {sgn} }}(\omega -\omega ')\\&={\frac {1}{\pi i}}{\mathcal {P}}\int _{-\infty }^{\infty }d\omega '\,{\frac {H_{\mathrm {R} }(\omega ')}{\omega '-\omega }}\end{aligned}}}

## 複素関数を用いた導出

クラマース・クローニッヒの関係式の導出における複素積分

またH(ω) を複素平面に解析接続した複素関数H(z) が、実軸より上側で正則かつ|z|→∞ で一様にH(z)→0 であるときにはH(ω) がクラマース・クローニッヒの関係式を満たすことを示すことができる。
H(z)/(z-ω) を複素平面上で、以下の4つの区間からなる閉曲線上で複素積分する。
1. 実軸上の(-R, 0)→(ω - r, 0)
2. (ω, 0)を中心とする半径r の半円(ω - r, 0)→(ω + r, 0)
3. 実軸上の(ω + r,0)→(R, 0)
4. 原点を中心とする半径Rの半円(R, 0)→(-R, 0)

実軸より上側で正則であるという条件から、コーシーの積分定理によりこの閉曲線上の積分は0になる。
ここでR→∞、r→0の極限をとると区間4の積分は|z|→∞で一様にH(z)→0の条件より0となる。
区間2の積分はr→0で-iπH(ω)となる。
したがって区間1と3の積分の和はR→∞、r→0の極限で
{\displaystyle \lim _{R\to \infty ,r\to 0}\left\{\int _{-R}^{\omega -r}{\frac {H(z)}{z-\omega }}\,dz+\int _{\omega +r}^{R}{\frac {H(z)}{z-\omega }}\,dz\right\}={\mathcal {P}}\int _{-\infty }^{\infty }{\frac {H(z)}{z-\omega }}\,dz=i\pi H(\omega )}
この式の実部と虚部を比較することでクラマース・クローニッヒの関係式が導出される。

## 応用
クラマース・クローニッヒの関係式を用いることで周波数応答関数の実部か虚部の一方からもう一方を計算で求めることが可能になる。これをクラマース・クローニッヒ解析という。
- 固体の反射率の測定から、複素誘電率（誘電関数）の実部と虚部を求める。

- 複素屈折率の測定などで用いられる。

- 複素磁化率については、フーリエ変換核磁気共鳴分光法で応用されている。インパルス応答であるFIDのn 点のサンプリングデータから周波数応答関数(スペクトル)を離散フーリエ変換で求めた場合、それぞれ独立に実部と虚部のスペクトルデータがn 点得られる。しかし実際にはクラマース・クローニッヒの関係式により実部と虚部は独立ではないので、虚部の自由度を実部に移してスペクトルの分解能を2倍にすることが可能である。（ただしSN比はその分低下する。）このテクニックは時間的制約の大きい二次元NMRなどにおいてデータ点数を二倍にするゼロフィリングなどを用いて実行される。

- 複素弾性率